# 山内一男
山内 一男（やまのうち かずお、1915年6月19日 - 2008年3月）は、日本の経済学者。法政大学名誉教授。中国経済の近代化過程を研究した、中国研究の第一人者。菅沼正久らと共に文化大革命を礼賛した代表的な人物として知られる。

## 人物
広島県出身。1940年東京帝国大学（現・東京大学）卒、南満州鉄道調査部勤務。1957年まで中国に滞在。1961年法政大学教授。1986年定年退任、名誉教授、中国研究所理事長。1984年～1987年現代中国学会代表幹事。

## 著書

### 単著
- 『中国社会主義経済研究序説 過渡期の経済理論』法政大学出版局 1971
- 『中国経済をどうみるか』日本経済新聞社 1973
- 『現代の中国経済 石油と社会主義建設』中公新書 1976
- 『現代中国の経済改革』学陽書房 1988

### 共編著
- 『経済学全集 21 社会主義経済論』岡稔、竹浪祥一郎共編 筑摩書房 1968
  - 第2版　宮鍋幟が加わる　1982年
- 『中国経済図説』山本秀夫,藤本昭,明野義夫,小林文男他共著 日本経営出版会 1972
- 『岩波講座現代中国 第2巻 中国経済の転換』野村浩一、宇野重昭、竹内実、小島晉治共編 岩波書店 1989
- 『中国経済の新局面 改革の軌跡と展望』菊池道樹共編 法政大学出版局 比較経済研究所研究シリーズ 1990